# Émile Pagès
Pour les articles homonymes, voir Pagès.
Émile Pagès, né le 30 juin 1893 à Saint-Maurice et mort le 6 mars 1963 à Paris, est un écrivain français, auteur de romans populaires.

## Biographie
Il est l'auteur de romans d'aventures et de romans policiers, pour certains de ces derniers, en collaboration avec Maurice-Charles Renard sous les pseudonymes collectifs de Jim Vulpes et de Hugues de Page.

## Œuvre

### Romans

#### Signés Émile Pagès
- Le Chevalier de la mer, Hachette, 1930
- La Grande Étape, ceux de la sans-fil, Tallandier, 1931
- Le Ticket de métro - Aventures policières (Rouff), no 2, 1937
- Une aventure de d'Artagnan - L'Histoire vécue no 2, 1936
- La Radio des neiges, Publications techniques, coll. Hardi, 1944
- L'Expédition des Trois Pointes, Rouff, 1948
- Les Télégraphistes au combat, Rouff, 1948
- Ricochets, Le Masque no 507, 1955

#### Signés Jim Vulpes ou Vulpès
- Meurtre aux Hawaï, éditions La Bruyère, collection La Cagoule, 1949
- Le Perroquet en or, éditions Gautier-Languereau et Fleurus, coll. Jean-François, 1950
- L'Inconnu de minuit, éditions Gautier-Languereau et Fleurus, coll. Jean-François, 1952
- Le Trésor des Alaghirs, éditions Gautier-Languereauet Fleurus, coll. Jean-François, 1955

## Prix
- Prix du roman d'aventures 1955 pour Ricochets